# Jean Carlos
Carlos Vidal Sánchez conocido por Jean Carlos (nacido el 15 de febrero de 1971) es un cantante, bailarín y compositor dominicano, quien realizó su carrera en Argentina.

## Biografía
A los 13 años, en 1984, influenciado por el grupo "Menudo" forma su primer grupo llamado "Power", que no alcanza trascendencia al ser un grupo barrial. Luego estudia teatro, poesía y canto y años después forma su primer grupo de merengue: "La Dinámica", en el cual permanece un año para luego pasar a "La Dominican Band", que tenía mayor relevancia en la República Dominicana. Su carrera continúa, acompañanando al cantante merenguero Elvis Montilla como segunda voz y formando parte del grupo "Leña", a la edad de 18 años.
En 1990 emigra a la Argentina, más precisamente a la Provincia de Córdoba. Allí empieza su carrera con la banda de "El Negro" Ángel Videla. En 1991 forma junto con tres amigos dominicanos el grupo "Rataplan" entre ellos Abraham Vázquez y Ray Meléndez, en donde comienzan a mezclar la música más popular de la provincia de Córdoba, el cuarteto, con ritmos e instrumentos musicales extranjeros como ser la güira y la tambora. Este grupo duró tres años.
Permanece un año con el cantante Sebastián, haciendo coros y tocando las tumbadoras. Es llamado por el grupo Tru-la-lá, uno de los más populares de la provincia, donde Jean Carlos adquiere reconocimiento como bailarín, cantante y compositor. 
Al año y medio decide separarse de Tru-la-lá y debuta como solista el 13 de abril de 1996. Su música propone la fusión del cuarteto con el merengue, como lo ha dado en llamar, "Merenteto".
Actualmente se encuentra comprometido, juntos a otros artistas del género, en el movimiento provida.

## Discografía

### Con Rataplán
1. Baile en la calle (1990)
2. Ay!! Yo quiero (1991)

### Con Tru la-la
1. 10 Años (1994)
2. Trulalazo (1995)
3. Con la música en la sangre (1995)

### Solista
1. Como Yo Los Amo (1996)
2. Ven Que Tengo Mambo (1996)
3. El Negro Pega Con To!.. (1997)
4. Un Estilo (1997)
5. Con La Gente (1998)
6. Tu Amante En Secreto (1999) (disco de oro otorgado por CAPIF)[1]
7. Abriendo Caminos (1999)
8. A Lo Largo Y A Lo Ancho (2000)
9. Nominado (2001) (disco de oro otorgado por CAPIF)[1]
10. Rompiendo El Hielo (2002)
11. Elegido Por La Gente (2003)
12. Vale La Pena (2004)
13. Amor Puro (2005)
14. Entre Nosotros (2006)
15. En Vivo En El Teatro Ópera (2007)
16. Esencia De Ayer Y Hoy (2007)
17. Renaciendo (2008)
18. En Vivo y En Privado (2010)
19. Un Nuevo Comienzo (2011)
20. Tiempo de Clásicos (2011)
21. Defendiendo la Corona (2012)
22. Regalo de Navidad vol. 1 (2013)
23. Canciones inolvidables Vol. 1 (2014)
24. Regalo de navidad vol. 2 (2014)
25. La gente me quiere (2016)[2]
26. Más Allá Del Tiempo (2019)